# Liste der Baudenkmale in Alt Schwerin
In der Liste der Baudenkmale in Alt Schwerin sind alle denkmalgeschützten Bauten der Gemeinde Alt Schwerin (Mecklenburg-Vorpommern) und ihrer Ortsteile aufgelistet. Grundlage ist die Veröffentlichung der Denkmalliste des Landkreises Mecklenburgische Seenplatte (Auszug) vom 20. Januar 2017.

## Baudenkmale nach Ortsteilen

### Alt Schwerin
| ID | Lage                                | Bezeichnung                      | Beschreibung | Bild                             |
| -- | ----------------------------------- | -------------------------------- | --- | -------------------------------- |
| 41 | Dorfstraße 8A/8B (Karte)            | Doppelhaus                       | |                                  |
| 42 | Dorfstraße 11 A,B,C,D,F,G,H (Karte) | Wohnhaus                         | Landarbeiterkaten (Steinkaten) mit 8 Wohnungen, um 1870 erbaut, Zyklopenmauerwerk, die Wohnungen wurden nach und nach vom Agrarhistorischen Museum Alt Schwerin erworben und Teil des Freilichtmuseums. | Wohnhaus                         |
| 43 | Dorfstraße 21 (Karte)               | Schnitterkaserne (Museum)        | 1904 vom Gutsbesitzer Johannes Schlutius (1861–1910) erbaut, Unterkunft für ca. 100 Saisonarbeiter (Schnitter); Das Gebäude wurde in den 1960er Jahren auf drei Seiten verputzt, nur auf der Rückseite ist die originale Klinkerfassade erhalten; nach 1945 Nutzung als Schule, Kindergarten, Gemeindebüro, Dorfgaststätte, Konsum und Museum, original DDR-Dauerausstellung „5000 Jahre Landwirtschaft in Mecklenburg“ von 1988 als Museum im Museum erhalten | Schnitterkaserne (Museum)        |
| 44 | Friedhof (Karte)                    | Friedhof mit                     | |                                  |
| 44 | Friedhof                            | Grabstein Schrutt und            | |                                  |
| 44 | Friedhof                            | Grabstein Hacker                 | |                                  |
| 45 | Kastanienallee 6 (Karte)            | Alte Schule mit                  | Ritterschaftliche, einklassige Dorfschule für bis zu 100 Schüler, ursprünglich ein Bauernhaus (Baujahr 1830), 1848 zum Küster- und Schulhaus umgebaut, 1878 Anbau eines weiteren Klassenraumes. | Alte Schule mit                  |
| 45 | Kastanienallee                      | Eiskeller                        | |                                  |
| 46 | Kastanienallee 14 (Karte)           | Pfarrhaus                        | 1748 erbaut, heute ein Hotel. | Pfarrhaus                        |
| 48 | Kastanienallee/Friedhof (Karte)     | Kirche                           | Gotische Saalkirche in Backstein aus dem 14. Jahrhundert; neugotischer Westturm aus Feld- und Backstein von 1866 mit achtseitigen Turmhelm; Grabkapellen vom 18. Jahrhundert; Taufbecken von 1699, Kanzelaltar vom 1956, Fröse-Orgel einer anderen Kirche 1995 eingebaut. | Kirche                           |
| 48 | Kastanienallee/Friedhof             | Kriegerdenkmal 1914/1918         | | Kriegerdenkmal 1914/1918         |
| 47 | Kastanienallee/Friedhof             | Kriegerdenkmal II. Weltkrieg     | |                                  |
| 49 | Lindenallee 25/27/29/31 (Karte)     | Gutsanlage mit Inspektorenhaus,  | nach dem Ersten Weltkrieg vom Gutsbesitzer Schlutius erbaut | Weitere Bilder                   |
| 49 | Lindenallee 28 (Karte)              | Schafstall,                      | | Weitere Bilder                   |
| 49 | Lindenallee 34 (Karte)              | Gutshaus,                        | Barockes, 2-gesch., 11-achsiges Herrenhaus der Familie von Wangelin von 1773 aus Backstein mit Souterrain, Mansarddach und Mittelrisalit, heute Seniorenheim. | Weitere Bilder                   |
| 49 | Lindenallee 35 (Karte)              | Neubauerngehöft,                 | Zwischen 1947 und 1952 entstanden 10 Neubauerngehöfte in Alt Schwerin, das Gebäude wurde 1975 vom Agrarhistorischen Museum (Agroneum) gekauft, die Einrichtung zeigt die Lebenswelt der Nachkriegszeit um 1949/50. | Neubauerngehöft,                 |
| 49 | Lindenallee 39 (Karte)              | Speicher,                        | | Speicher,                        |
| 49 | Lindenallee (Karte)                 | Park,                            | Park im englischen Stil mit historischem Baumbestand. | Weitere Bilder                   |
| 49 | Lindenallee (Karte)                 | Straßenpflasterung (Gemeinde) u. | | Straßenpflasterung (Gemeinde) u. |
| 49 | Lindenallee                         | Tor am Parkeingang (Gemeinde)    | Das Tor erhielt auf der Chicagoer Weltausstellung 1893 einen Sonderpreis und stammte ursprünglich aus Vollrathsruhe, 2012 in Folge der Neugestaltung des Agroneums umgesetzt, neuer Standort ist das Museumsfreigelände Achter de Isenbahn 1. | Tor am Parkeingang (Gemeinde)    |

### Jürgenshof
| ID  | Lage                 | Bezeichnung              | Beschreibung                                         | Bild                     |
| --- | -------------------- | ------------------------ | ---------------------------------------------------- | ------------------------ |
| 234 | Seestraße 16 (Karte) | Stall neben dem Gutshaus | Der ehemalige Stall wird heute als Wohnhaus genutzt. | Stall neben dem Gutshaus |

## Quelle
- Karte der Baudenkmale im Geoportal des Landkreises